# روی کینیر
روی کینیر (انگلیسی: Roy Kinnear; ۸ ژانویهٔ ۱۹۳۴ – ۲۰ سپتامبر ۱۹۸۸) یک هنرپیشه اهل بریتانیا بود.
از فیلم‌ها یا برنامه‌های تلویزیونی که وی در آن نقش داشته‌است می‌توان به سه تفنگدار، تپه، دزدان دریایی، ماجراهای آلیس در سرزمین عجایب، رابطه مرگ‌آور، در یک روز آفتابی همه‌جا را می‌توانی ببینی، آهنگ، نی‌نواز هاملین، سگ باسکرویل، چهار تفنگدار، بازگشت سه تفنگدار، ویلی ونکا و کارخانه شکلات سازی، برتا و نیروی عظیم اشاره کرد.

## فوت
در ۱۹ سپتامبر ۱۹۸۸، کینیر هنگام ساخت فیلم بازگشت تفنگداران در تولدو اسپانیا از روی اسب افتاد و دچار شکستگی لگن شد و خونریزی داخلی پیدا کرد. وی به بیمارستان مادرید منتقل شد، اما روز بعد بر اثر سکته قلبی در اثر جراحات وارده درگذشت. او ۵۴ ساله بود. وی در قبرستان ایست شین به خاک سپرده شده‌است. پس از مرگ وی، خانواده کینیر از شرکت تولیدکننده و کارگردان فیلم شکایت کردند که در سال ۱۹۹۱، آنها ۶۵۰٬۰۰۰پوند غرامت پرداخت کردند.